# Incubate
Das Incubate Festival ist ein Festival für Musik, Theater, Bildende Kunst, Film und Diskussion, das jährlich im September in Tilburg in den Niederlanden stattfindet.

## Geschichte
Angefangen hat das „Incubate“ als Musikfestival „ZXZW“, mit den Schwerpunkten Hardcore, Metal, Noise und Punk. Seit dem zweiten Festival sind Bildende Kunst, Film und viele Musikgenres wie Folk, Hip-Hop, Garage Rock, Dubstep, Techno, Kuduru, Cumbia, Free Jazz und viele mehr dazu gekommen. Seit 2009 hat Incubate jedes Jahr während des Festivals auch ein Diskussionsforum veranstaltet. Der Name „ZXWZ“ wurde 2009 nach einer Klage vom SXSW-Festival zu Incubate verändert. Incubate findet in verschiedenen Clubs, Kneipen und Galerien in der Innenstadt von Tilburg statt. 2012 besuchten 15000 Fans das einwöchige Festival.

## Auftritte
- 2005: Pole, Leng Tch’e, John Doe, Rise and Fall, Sickboy, Static, SUMA, Transmission0
- 2006: Baroness, Torche, Japanther, Otto von Schirach, Rise and Fall, Messer Chups, The Julie Mittens, Harry Merry, Zea, V/V, Sleepingdog, Amenra, Radio Birdman
- 2007: Negativland, Pantha du Prince, Long Distance Calling, The Black Atlantic, Ceephax Acid Crew, Awkward I, Träd Gras Och Stenar, Niobe, Supersilent, Dÿse, The Haters, Ignatz, Jacob Kirkegaard, MoHa!
- 2008: Sun Ra Arkestra, Wire, Watain, Pelican, Torche, Trash Talk, Otto von Schirach, Shining, Svarte Greiner, Casiotone for the Painfully Alone, Blurt, Black to Comm, Ladyhawke, Castanets, Tom Brosseau, David Karsten Daniels, The Devil’s Blood
- 2009: Hermann Nitsch, Soap&Skin, Jandek, The Damned, Der Blutharsch, Caspian, Gravenhurst, Anaal Nathrakh, Hauschka, Future of the Left, Dananananaykroyd, Shackleton, Orchestre Poly-Rythmo de Cotonou, Pulled Apart by Horses, The Caretaker, James Blackshaw, Mad Professor, Rummelsnuff, Altar of Plagues, Aluk Todolo
- 2010: Black Mountain, The Ex, Six Organs of Admittance, Dan Deacon, Hallogallo 2010 plays Neu!, This Will Destroy You, Zola Jesus, Serena-Maneesh, Damien Jurado, The Chap, Liturgy, Neon Indian, Action Beat, Richard Youngs, Full Blast – Peter Brötzmann, Bomb Squad, Daniel Haaksman, dj/Rupture, Horse Feathers, Kommissar Hjuler und Frau
- 2011: Battles, Glen Hansard, The Fall, Health, Omar Souleyman, Nosaj Thing, The War on Drugs, Wooden Shjips, Tweak Bird, EMA, Megafaun, Austra, Peter Broderick, Lustmord, Rainbow Arabia, YOB, Lightning Dust, Nadja, Sleep Party People, Ganglians, The Fresh & Onlys
- 2012: Mogwai, Yann Tiersen, Buzzcocks, Laibach, Nurse with Wound, Fields of the Nephilim, British Sea Power, Japandroids, Damo Suzuki, Anthony Rother, Johannes Heil, Nathan Fake, Sleepy Sun, Iceage, Moodymann, King Midas Sound, Black Dice, Reigning Sound, Chris & Cosey, A Winged Victory for the Sullen, Napalm Death, The Men
- 2013: CocoRosie, Built to Spill, Gang of Four, Múm, I Am Kloot, Balmorhea, Tim Hecker, Biosphere, Lambchop, Masta Ace, 808 State, A Guy Called Gerald, Front 242, The Twilight Sad, Immortal, Mayhem, Kurtis Blow, The Field, The Wedding Present, Jesu, Still Corners, Giant Drag
- 2014: A Silver Mt. Zion, 65daysofstatic, God Is an Astronaut, This Will Destroy You, Woods, Marissa Nadler, Current 93, Chad Vangaalen, The Besnard Lakes, Woven Hand, Blouse, Tuxedomoon, Magik Markers, Wooden Wand, Bardo Pond, Moon Duo, Goat, Legowelt, Angel Olsen, Gareth Dickson, Maria Minerva, Bombino